# ألف التأنيث المقصورة
ألف التأنيث المقصورة هي التي تقع في نهاية الاسم المعرب لتدل على تأنيثه، وهي سماعية محضة، لا تدخل في غير الوارد من العرب. وأوزان الأسماء التي اتصلت بها هذه الألف هي:
- فُعالى، نحو: (حبارى) (اسم طائر) و (سكارى) (جمع سكران).
- فُعَّالى، نحو: (خُبَّازى) (اسم نبات)، و (خُضَّارى) (اسم طائر).
- فُعَلى، نحو: (أربى) (اسم الداهية)، و (شعبى) (موضع).
- فُعْلى، نحو: (حبلى).
- فَعَلى، نحو: (بردى) (نهر بالشام).
- فَعْلى، نحو (قتلى) (جمع قتيل)، و (سكرى) (مؤنث سكران) ؛ وقد اختلف في الأسماء التي جاءت على هذا الوزن، نحو: (أرطى) (نوع من الشجر) فقيل: الألف فيها للتأنيث، ولذلك تمنع من الصرف، وقيل: للإلحاق فلا تمنع.
- فعلى، نحو: (حذرى) (اسم بمعنى التحذير).
- فِعْلى، نحو: (حجلى) (جمع حجل).
- فعلى، نحو: (سمهى) (اسم للكذب والباطل).
- فعلى، نحو: (سبطرى) (مشية فيها تبختر).
- فعلايا، نحو: (برحايا) (موضع).
- فعلوى، نحو: (هرنوى) (اسم نبات).
- فعيلى، نحو: (خليطى) (اختلاط).
- فعيلى، نحو: (حثيثى) (مصدر حث).
- فوعولى، نحو: (فوضوضى) (المفاوضة).
- فيعلى، نحو: (خيسرى) (الخسارة).
- فيعولى، نحو: (فيضوضى) (المفاوضة).
- إفعلى، نحو: (إبجلى) (موضع).
- أفعلاوى، نحو: (أربعاوى) (من مشي الأرنب).
- فوعلى، نحو: (حوزلى) (تثاقل في المشي).
- فعلوتى، نحو: (رهبوتى) (الرهبة).
- فعللولى أو فنعلولى، نحو: (حندقوقى) (اسم نبات)، واختلف بعضهم في نونه فقال بعضهم: إنها زائدة، وقال بعضهم الآخر: أنها أصلية.
- فعنلى، نحو: بلنصى) (اسم طائر).
- فعيلى، نحو: (هييخى) (مشية فيها تبختر).
- مفعلى، نحو: (مكورى) (للعظيم الأرنبة).
- يفعلى، نحو: (يهيرى) (الباطل).
- مفعلى، نحو: (مكورى) (للعظيم الأرنبة).
- إفعلى، نحو: (إيجلى) (موضع).
- أفعلى، نحو: (أجفلى) (دعوة إلى طعام).
- إفعيلى، نحو: (اهجيرى) (العادة).
- فعللى، نحو: (جحجبى) (اسم حي).
- فعللى، نحو: (هندبى) (نوع من البقل).
- فعوللى، نحو: (حبوكرى) (معركة بعد انتهاء الحرب).
- فوعالى، نحو: (حولايا) (موضع).
- فعللايا، نحو: (بردرايا) (موضع).
- فعليا، نحو: (مرحيا) (تقال للرامي إذا أصاب).
- مفعلى، نحو: (مرقدى) (كثير الرقاد).
- أفعلى، نحو: (أربعى) (أربعاء).
- فعاللى، نحو: (جخادبى) (ضرب بن الجنادب).
- فعللى، نحو: (قرفصا) (القرفصاء).
- فعللى، نحو: (هندبى) (اسم بقلة).
- مفعلى، نحو: (مكورى) (العظيم الأرنبة).